# La Plus Précieuse des marchandises (film)
Pour l’article homonyme, voir La Plus Précieuse des marchandises.
Pour plus de détails, voir Fiche technique et Distribution.
La Plus Précieuse des marchandises est un drame d'animation franco-belge co-écrit et réalisé par Michel Hazanavicius, sorti en 2024.
Il s'agit d'une adaptation du conte homonyme de Jean-Claude Grumberg.

## Synopsis
Lors de la Seconde Guerre mondiale, dans une campagne polonaise enneigée, un modeste couple de bûcherons vit dans une petite maison en bois. En face de leur terrain passe un train de marchandises et, tous les jours, la bûcheronne prie pour qu'une des marchandises alimentaires soit déposée pour eux. Alors qu'elle regarde sagement le train passer, une marchandise semble s'être égarée d'un wagon. Réalisant que c'est un nourrisson, la bûcheronne recueille et élève cette enfant comme sa fille, en dépit de son mari.

## Fiche technique
Sauf indication contraire, les informations mentionnées dans cette section peuvent être confirmées par les bases de données cinématographiques IMDb et Allociné,  présentes dans la section « Liens externes ».

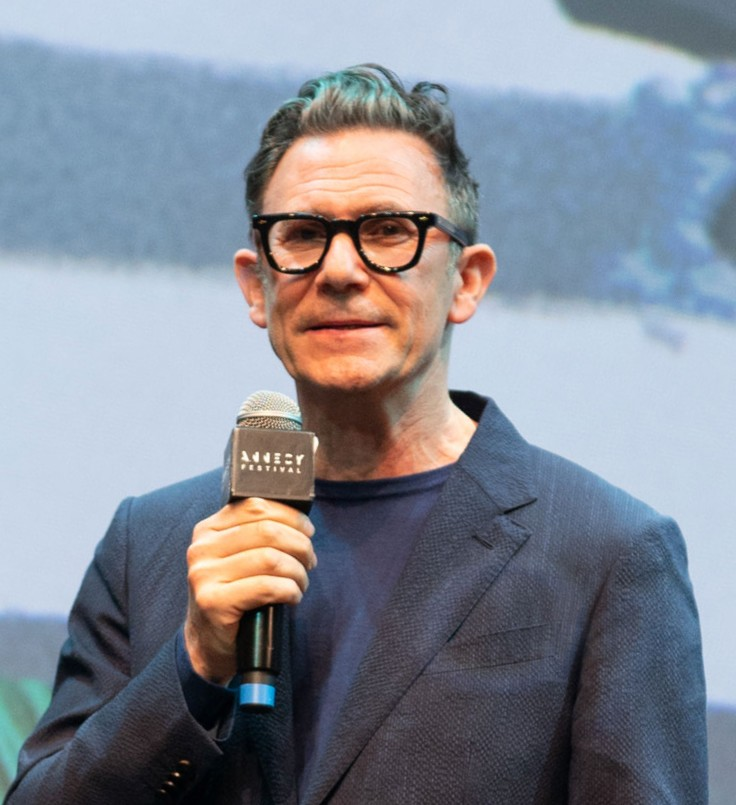
Michel Hazanavicius lors de la présentation du film au Festival d'Annecy en 2024.

- Titre original et francophone : La Plus Précieuse des marchandises
- Réalisation : Michel Hazanavicius
- Scénario : Michel Hazanavicius et Jean-Claude Grumberg, d'après La Plus Précieuse des marchandises de Jean-Claude Grumberg
- Musique : Alexandre Desplat et chanson traditionnelle yiddish "Schluf Je Yedele", interprétée en 1969 par Marie Laforêt
- Direction artistique : Julien Grande
- Création graphique : Michel Hazanavicius[1]
- Montage : Laurent Pelé-Piovani et Michel Hazanavicius
- Production : Florence Gastaud, Robert Guédiguian, Michel Hazanavicius, Riad Sattouf et Patrick Sobelman
  - Coprodution : Jean-Pierre et Luc Dardenne
  - Production exécutive : Christophe Jankovic et Valérie Schermann[1]
- Sociétés de production : Agat Films - Ex Nihilo, Les Compagnons du Cinéma, Prima Linea Productions, Les Films du Fleuve, en association avec 8 SOFICA
- Société de distribution : Studiocanal (France)
- Budget : 15 millions d'euros
- Pays de production :  France,  Belgique
- Format : couleur - Dolby Digital
- Genre : animation, drame
- Durée : 81 minutes
- Dates de sortie :
  - France : 24 mai 2024 (Festival de Cannes) ; 20 novembre 2024 (sortie nationale)[2]

## Distribution des voix
Sauf indication contraire, les informations mentionnées dans cette section peuvent être confirmées par les bases de données cinématographiques IMDb et Allociné,  présentes dans la section « Liens externes ».
- Jean-Louis Trintignant : le narrateur[2]
- Dominique Blanc : « pauvre bûcheronne »
- Grégory Gadebois : « pauvre bûcheron »
- Denis Podalydès : l'homme à la gueule cassée
- Serge Hazanavicius : l'homme au chapeau de taupe
- Laurent Bateau : un collègue bûcheron

## Production

### Genèse et développement
Michel Hazanavicius est approché par le producteur Patrick Sobelman pour réaliser cette adaptation du conte de Jean-Claude Grumberg. L'accord du réalisateur n'était pas gagné d'avance : quand bien même Hazanavicius connaissait l'écrivain — un ami de ses parents — depuis son enfance, il ne voulait pas évoquer la Shoah au cinéma. C'est la forme de conte du récit de Jean-Claude Grumberg qui l'a poussé à accepter le projet : « Je m’étais promis de ne jamais faire un film sur la Shoah. Ma famille vient de cette histoire, je n’avais pas envie de me lancer dans un travail pédagogique, un film obsédé par le devoir de mémoire. Mais le conte m’a profondément touché, et j’ai pensé que cela pouvait être une manière nouvelle d’aborder le sujet. »
De fait, Michel Hazanavicius s'investit fortement dans le projet, au point de signer lui-même les dessins de pré-production. C'est la première fois qu'un film portera la patte graphique du réalisateur, par ailleurs diplômé de l'école nationale supérieure d'arts de Paris-Cergy. Comme il l'explique : « J'entretiens un rapport très intime au dessin depuis toujours, mais je ne les avais jamais montrés, à part à mes proches ».
Le développement du projet, lancé en 2019, est interrompu par l'épidémie de Covid, période d'incertitude qui a notamment bloqué certains investissements étrangers. Michel Hazanavicius tire parti de cette pause pour réaliser Coupez !, moins cher et plus rapide à réaliser, avant de retourner à la production de La Plus Précieuse des marchandises une fois le film achevé.

### Attribution des rôles
Jean-Louis Trintignant prête sa voix au narrateur du film. Il termine l'enregistrement de son rôle quelque temps avant son décès en juin 2022, il s'agit donc de son dernier film. « Cette histoire a réveillé en lui des moments de son enfance et de sa vie. L'enregistrement a été une étape très émouvante du film. »
Annoncé au départ pour la voix du bûcheron, Gérard Depardieu est finalement retiré de la distribution, d'un commun accord entre la production et l'acteur, à la suite des mises en cause de l'acteur. Il est remplacé par Grégory Gadebois.
Le 23 avril 2024, le film est annoncé parmi les compléments de sélection officielle du 77e Festival de Cannes.

### Box-office
| #           | Dates                             | Nombre d'entrées | Place au box-office | Nombre d'entrées cumulées | Réf.  |
| ----------- | --------------------------------- | ---------------- | ------------------- | ------------------------- | ----- |
| 1re semaine | du 20 au 26 novembre 2024         | 144 515 entrées  | 5e                  | 144 515 entrées           | [ 9 ] |
| 2e semaine  | du 27 novembre au 3 décembre 2024 | 100 485 entrées  | 6e                  | 245 000 entrées           | [ 8 ] |
| 3e semaine  | du 4 au 10 décembre 2024          | 91 342 entrées   | 8e                  | 336 342 entrées           | [ 8 ] |
| 4e semaine  | du 11 au 17 décembre 2024         | 77 317 entrées   | 11e                 | 413 659 entrées           | [ 8 ] |
| 5e semaine  | du 18 au 24 décembre 2024         | 48 264 entrées   | 14e                 | 461 923 entrées           | [ 8 ] |

## Distinctions

### Nominations
- César 2025 :
  - Meilleur film d'animation
  - Meilleure adaptation pour Michel Hazanavicius et Jean-Claude Grumberg
  - Meilleure musique originale pour Alexandre Desplat

### Sélections
- Festival de Cannes 2024 : sélection officielle, en compétition[2]
- Festival international du film d'animation d'Annecy 2024 : sélection officielle, en compétition et film d'ouverture